# デジタル画像処理
デジタル画像処理（デジタルがぞうしょり、英: Digital image processing）は、デジタル画像にコンピュータを使用した画像処理を行うこと。アナログと対比したデジタル画像処理の利点は、アナログ信号処理に対するデジタル信号処理の利点と同じである。すなわち、入力データに対してノイズや歪みを増やすことをあまり心配せずに、様々な処理を施すことができる。
デジタル画像処理の中でも典型的なものをデジタル画像編集と呼ぶ。

## 歴史
デジタル画像処理で使われる技法の多くは、1960年代にジェット推進研究所、マサチューセッツ工科大学、ベル研究所、メリーランド大学などで開発された。それらの技法は、衛星画像の解析、有線伝送写真技術、医用画像処理、テレビ電話、光学文字認識、写真画像の改善などに使われた。しかし、当時のコンピュータ機器による処理のコストはかなり高かった。1970年代、コンピュータの価格が低下し、専用機器が実用化されると共に、デジタル画像処理が徐々に一般化し始めた。さらに汎用的なコンピュータの低価格化と高性能化に伴い、デジタル画像処理は専用の機器から汎用のコンピュータで行われるようになった。
2000年代になるとさらにハードウェアが進化し、ほとんどの画像処理はデジタル画像処理となった。いまやデジタル画像処理は最も多様な手法であるばかりでなく、最も安価な手法でもある。

## デジタルカメラとデジタル画像処理
デジタルカメラにはデジタル画像処理用チップが内蔵されており、センサーからの画像に色補正を施したり、所定の形式に変換したりする。デジタルカメラの画像はさらに処理を施して品質を高めることができ、そのことがフィルム式カメラに対する優位性の一部となっている。デジタル画像処理は専用のソフトウェアで行うことが多い。
デジタルカメラの機種によっては、画像の輝度をヒストグラム表示することができる。これも一種のデジタル画像処理である。
また、最近では、RAW画像を扱うことのできるソフトウェアも存在しており、RAW画像形式で保存可能なデジタル一眼レフカメラに付属している。

## 応用と技法
デジタル画像処理では様々な画像処理アルゴリズムを活用可能であり、アナログ画像では不可能な処理も可能となる。
特に、以下の技術についてはデジタル画像処理なしには実現できない。
- 統計分類
- 特徴抽出
- パターン認識
- マルチスケール信号解析

以下のような技法がデジタル画像処理で使われる。
- 主成分分析
- 独立成分分析
- 自己組織化写像
- 隠れマルコフモデル
- ニューラルネットワーク
- グラフカット